# King Kelly
Michael Joseph Kelly (Troy, Nueva York, 31 de diciembre de 1857-Boston, Massachusetts, 8 de noviembre de 1894), más conocido como King Kelly, fue un jugador profesional estadounidense de béisbol que se desempeñó en la posición de jardinero derecho en las Grandes Ligas de Béisbol (MLB). Es miembro del Salón de la Fama del Béisbol.

## Carrera
Kelly jugó como profesional dos temporadas en Cincinnati Reds (1878-1879), después pasó por varios equipos, Chicago Cubs (1880-1886), Boston Braves (1887-1889), Boston Reds (1890), Cincinnati Kelly's Killers (1891), Boston Reds (1891), Boston Braves (1891-1892), y finalmente, se unió a New York Giants, donde jugó una temporada (1893), y fue el equipo en el que se retiró.

## Reconocimiento
En 1945, ingresó como miembro al Salón de la Fama del Béisbol.